# پرتی بایو (فلوریدا)
پرتی بایو (به انگلیسی: Pretty Bayou) یک منطقهٔ مسکونی در ایالات متحده آمریکا است که در شهرستان بی، فلوریدا واقع شده‌است. پرتی بایو ۴٫۸ کیلومتر مربع مساحت و ۳٬۲۰۶ نفر جمعیت دارد و ۴ متر بالاتر از سطح دریا قرار دارد.